# Сказки о рыбаках и рыбках
«Сказки о рыбаках и рыбках» — первый альбом группы «Братья Тузловы» (проекта Дениса Третьякова, «Церковь детства»).
№ 3 в списке 20 лучших отечественных альбомов 2016 года (раздел «Андеграунд») по версии концерна «Союз»

## Коллектив
«Братья Тузловы» — проект, участниками которого являются «братья Карп и Яков Тузловы» (Денис Третьяков — вокал, гитара, и Олег Толстолуцкий — вокал, баян, бас), по собственному заявлению — «музыкальный ансамбль созданный на пос. Октябрьском (г. Новочеркасск, Ростовская область)», «записано и сведено Яковом в Саманном Куте близ Новочеркасска летом 2015 года». В качестве псевдонима выбрано название реки Тузлов, одного из притоков Дона. Толстолуцкий — участник групп «Церковь детства», «М. Я. С.О», «Зазеркалья», «Мертвого Аксая» и других ансамблей.

## Характеристика
Песни стилизованы под городской романс, это «ростовские песни под кубанскую гармонь и белогвардейскую семиструнную». Определение жанра колеблется между авторской песней и «стеб-шансоном», «осязаемы романсы — казачьи и городские, вальсы, авторская песня; излюбленная „параллельная эстрада“ и альтернативный шансон; многолетняя практика дворового музицирования; советская нонконформистская культура в тех её сообществах, где, в первую очередь, интересовались метафизикой, а не социалкой».
Как пишет в своей рецензии на первый альбом журнал «Rolling Stone»: «Записан он прошлым летом близ Новочеркасска, в местах особых и в атмосфере, так сказать, южной русской готики — если верить Третьякову, издавна творятся там дела достойные людоедской жути первого сезона „Настоящего детектива“. С явственно слышимым удовольствием поют „братья“ под баян с гитарами тексты Третьякова — на манер и мотивы романсов, казачьих, дворовых и блатных песен. И любуются русской извечной хтонью и черпают в ней вдохновенье стаканами — короче, один сплошной ужас без конца и края для передового столичного профессионала (даже если тот и приехал из такой же глубинки пару-тройку лет назад)». По выражению рецензента, альбому свойственен «отличный юмор в финалах песен, меняющий восприятие их слушателем, и, конечно же, типичный для Третьякова тонкий яд, разлитый повсюду. И, главное, какое-то острое, щемящие чувство любви к этой несчастной, страшной и убогой русской жизни. Но по мере течения альбома в песнях нарастает все более зловещее, чернушное настроение, что так хорошо знакомое поклонникам „Церкви детства“. И осадочек в итоге остается, прямо скажем, тот ещё».
Другая рецензия о фантастическом мире этих песен пишет: «подобно мистификаторам эпохи романтизма, Третьяков обращается к местной экзотике и создает полусказочный мир, где пастух Василий оборачивается волком, а „древняя рыба сом“ утаскивает на дно полковника Тузлова, но прежде происходит бой, „последний бой полковника Тузлова“, который по своей эпичности не уступает „Моби Дику“». Критик считает: «генетически „Тузловы“ родственны Алексею Хвостенко, Юлии Беломлинской, Юзу Алешковского, уводивших авторскую песню в литературу, или, наоборот, например, группе „Палево“, сделавшей вливание из абсурда и психодела во все ту же авторскую песню. „Сказки о рыбаках и рыбках“ — сплав баллады („Последний бой полковника Тузлова“), городского, тюремного и казачьего романса („Мы были молоды“), дворовой и блатной песни („Жили в деревне три друга“), с примесью страшилок („Кареглазка“), сдобренный некрореалистическим иррационализмом, столь хорошо знакомом поклонникам „Церковь детства“, но на сей раз с отчетливым налетом народной карнавальности (…) Военно-бытовая казачья песня как бы пересоздается и пишется заново. Канон жанра вступает в конфликт с окружающей действительностью, не дающей повода для её героизации, что сводит лирического героя с ума в прямом смысле этих слов. Провинциальное пространство в песнях „Братьев Тузловых“ чем-то напоминает уездные города Гоголя или даже Ильфа и Петрова, но лишь отдаленно, пожалуй, ещё никто не писал о донском локусе так, как это сделал Денис Третьяков».
Альбом занимает, по мнению рецензентов, особенное место в творчестве Третьякова: "…"Тузловы" придумали наконец музыкальное оформление, которое блестяще соответствует и надтреснутому голосу Третьякова, и его диковатым виршам. Этому стилю, возможно, придумают какое-то специальное название типа «хтонический шансон», «аутсайдерский фолк», «чернозёмный КСП» или «новочеркасский романс». Суть в том, что равнодушный гитарно-гармошечный аккомпанемент не отвлекает от разудалой безнадёжности солиста, а подчёркивает абсурд и ужас происходящего в песнях. Гармонист играет, будто не приходя в сознание, поскольку, если он начнёт вслушиваться в тексты — то немедленно напьётся и играть не сможет". Отмечают отличие от основного настроения его предыдущих проектов: «Если проводить параллели с проектом „Церковь Детства“, то „Братья Тузловы“ качественно другие. В них, конечно, тоже есть надрыв и экзистенциальное воззвание к вселенной, но другого рода. „Тузловых“ слушать по-хорошему весело, это тот случай, где потустороннее смешное пересечено с потусторонним же страшным. Тут и отрезанные руки на антресолях, и крест, обменянный на водку, и стоны мертвого советского ветерана».

## Песни
1. «Последний бой полковника Тузлова»
2. «Жили в деревне три друга»
3. «Дорогая моя Божья Матерь»
4. «Имперский вальс»
5. «Жизнь»
6. «Хождение Афанасия Колыванова за царским ларцом»
7. «Метет метель»
8. «Случай в Еланской»
9. «Кареглазка»
10. «Песня о старом ноже»
11. «Ода советскому мертвецу»
12. «История бабушки Вали»
13. «Песня волка в шкуре пастуха Василия»
14. «Мы были молоды» (романс)
15. «Отходная»